# Basement Jaxx
Basement Jaxx è un gruppo musicale britannico, composto da Felix Buxton e Simon Ratcliffe, formatosi a Londra nel 1994.
Sono divenuti noti a livello internazionale per la loro musica elettronica eclettica che attinge influenze dall'hip hop.

## Storia
Dopo essersi conosciuti nel 1994, suonando nei rave party tenuti a Brixton, nel sud di Londra, Buxton e Ratcliffe iniziarono a registrare insieme le prime tracce (lo studio di produzione del duo era la camera da letto di Ratcliffe). Le loro prime tracce furono Fly Life, che fonde musica house e dancehall, e Samba Magic, di forte ispirazione esotica. Più tardi, il loro stile venne a definirsi in una miscela di reggae, rap, funk, garage rock e disco music: generi particolarmente seguiti durante gli anni novanta a Londra.
La loro musica, che venne nominata "punk garage", riscosse un crescente successo, prima a livello locale e, successivamente, in tutta l'Inghilterra. Dopo aver remixato alcuni brani per altri artisti (quali A Red Letter Day dei Pet Shop Boys), il successo conseguito permise al duo di firmare, nel 1998, un contratto con la XL Recordings, etichetta che condividono con il gruppo The Prodigy.
Nel mese di aprile del 1999 i Basement Jaxx pubblicarono Red Alert, singolo che vantò un successo planetario e si posizionò nelle prime posizioni di molte classifiche "dance". Il seguente Rendez-Vu godette un successo ancora maggiore superando il precedente nelle classifiche inglesi. La popolarità del duo spinse alcuni a definirli gli ideatori di una nuova dance music. Durante il mese di luglio del 2001 uscì Rooty, includente Where's Your Head At, ispirata alla musica "acid" e Romeo, che ricorda i musical indiani vecchia maniera. Il seguente Kish Kash, pubblicato nel 2003, riscosse grande successo grazie all'"orientaleggiante" Lucky Star, singolo prodotto in collaborazione con l'MC inglese Dizzee Rascal.

## Stile musicale
Esuberante gruppo house e dance pop, i Basement Jaxx si sono lasciati contaminare da innumerevoli influenze musicali diverse che spaziano dalla musica latinoamericana, al reggae e all'R&B. Sono spesso ricondotti a varie sfumature di musica house quali la garage house e la progressive house, mentre la loro attitudine punk li ha spinti a definirsi un progetto "punk garage". Già a partire dalle prime uscite, i Basement Jaxx si sono anche avvicinati alla musica dei Daft Punk. Se la prima pubblicazione Remedy (1999) è ancora segnata fortemente da riferimenti garage house, Rooty (2001) svolta verso l'R&B, mentre Kish Kash (2003) segna una svolta definitiva nel pop, genere di cui si sentono echi anche nel più recente Junto (2016), le cui sfumature esotiche coesistono con riferimenti alla house prima maniera. Loro è anche una rivisitazione in chiave orchestrale di brani del loro repertorio: Basement Jaxx vs. Metropole Orkest (2011).

## Discografia

### Album in studio
- 1999 - Remedy
- 2001 - Rooty
- 2003 - Kish Kash
- 2006 - Crazy Itch Radio
- 2009 - Scars
- 2009 - Zephyr
- 2014 - Junto